# Corokia whiteana
Corokia whiteana är en tvåhjärtbladig växtart som beskrevs av L. S. Smith. Corokia whiteana ingår i släktet Corokia, och familjen Argophyllaceae. Inga underarter finns listade i Catalogue of Life.